# Cap d'Agde
Cap d'Agde és el nom d'un complex turístic de la costa mediterrània de França, situat a la comuna d'Agde, al departament de l'Erau. L'oferta de vacances està orientada al turisme naturista i la pràctica del nudisme que es pot fer en tot un barri residencial amb serveis i equipaments complets.

## Història
El Cap d'Agde es va desenvolupar a partir dels anys 1960 per competir amb els centres turístics de la Costa Blava a l'est, i de la Costa Brava.
A l'abril de 2006 la direcció de l'oficina de turisme del Cap d'Agde va ser condemnada com a resultat d'una denúncia de l'organització SOS Racisme en demostrar-se que va impedir i dificultar l'accés al recinte basant-se en l'origen racial dels clients.